# Denemarken op de Olympische Winterspelen 1964
Tijdens de Olympische Winterspelen van 1964, die in Innsbruck (Oostenrijk) werden gehouden, nam Denemarken voor de vierde keer deel.

## Deelnemers en resultaten

### Langlaufen
| Olympiër      | Discipline | Resultaat | Prestatie            |
| ------------- | ---------- | --------- | -------------------- |
| Svend Carlsen | 15 km (m)  | 57e       | 1:00.20,7 (+9.26,6)  |
| Svend Carlsen | 30 km (m)  | 53e       | 1:46.35,9 (+15.45,2) |

### Schaatsen
| Olympiër    | Discipline   | Resultaat | Prestatie       |
| ----------- | ------------ | --------- | --------------- |
| Kurt Stille | 1500 m (m)   | 30e       | 2.17,4 (+7,1)   |
| Kurt Stille | 5000 m (m)   | 12e       | 7.56,1 (+17,7)  |
| Kurt Stille | 10.000 m (m) | 9e        | 16.38,3 (+48,2) |

Argentinië · Australië · België · Bulgarije · Canada · Chili · Denemarken · Duits eenheidsteam · Finland · Frankrijk · Griekenland · Groot-Brittannië · Hongarije · IJsland · India · Iran · Italië · Japan · Joegoslavië · Libanon · Liechtenstein · Mongolië · Nederland ·  Noord-Korea · Noorwegen · Oostenrijk · Polen · Roemenië · Sovjet-Unie · Spanje · Tsjecho-Slowakije · Turkije · Verenigde Staten · Zuid-Korea · Zweden · Zwitserland